# Хайнц, Йоган Георг
Йоган Георг Хайнц (нем. Johann Georg Hainz, Heintz, Hintz, Hinz; 1630—1700) — немецкий живописец эпохи барокко, один из немногих известных немецких мастеров натюрморта XVII века.

## Биография
О его жизни известно мало. Предположительно, с начала 1660-х годов жил в Гамбурге, где получил права гражданина в 1668 году.
Считается первым и самым важным художником натюрморта в Гамбурге. Так как, его работы показывают, что он хорошо знал голландский натюрморт, вероятно, что он учился в художественных мастерских Амстердама и Гарлема.
В 1681 году вступил в местную гильдию художников.
Работы Хайнца хранятся в Гамбургском музее искусств и ремёсел, Музее декоративного искусства в Берлине, а также в других музеях Германии.
|  |  |  |